# Raimund Friedl
Raimund Friedl (* 12. April 1988 in Salzburg) ist ein österreichischer Fußballspieler auf der Position eines Mittelfeldspielers.

## Karriere
Friedl begann in seinen frühen Kinderjahren mit dem Fußballspielen. Sein erster Verein war der FC Salzburg, für den er bis 1996 im Nachwuchs spielte. Danach wechselte er zu seinem Ortsverein ASV Taxham, bei dem sein Vater Trainer der U-9 war. Im Jahre 2002 kam er zum SV Austria Salzburg. Dort spielte er vor allem in den BNZ-Mannschaften und blieb nach der Übernahme von Red Bull im Verein. Als U-19-BNZ-Spieler trainierte er öfter bei der zweiten Mannschaft mit. Im Juli 2007 unterschrieb er seinen ersten Profivertrag bei den Red Bull Juniors Salzburg. Sein Debüt in der Ersten Liga gab er am 21. September 2007 im Spiel gegen den FC Kärnten in der Startaufstellung und wurde nach 22 Minuten mit einer Roten Karte vom Platz gestellt. Nach zwei Jahren bei den Juniors in Salzburg wurde sein Vertrag nicht verlängert. 
Zur Saison 2009/10 ging er zum USK Anif. Dort verpasste er mit dem Team zweimal knapp das Rennen um die Play-off-Spiele in die Erste Liga. Im Sommer 2012 folgte er seinem Trainer Thomas Hofer zum SV Austria Salzburg. Mit der Salzburger Austria verpasste er zweimal den Aufstieg in die Erste Liga. Nach einer langwierigen Muskelverletzung, die er sich im Winter 2013 zugezogen hatte und ihn rund ein Jahr außer Gefecht setzte, wurde sein Vertrag im Sommer 2014 nicht verlängert. Der TSV Neumarkt verpflichtete ihn wenige Wochen später; Friedl ist heute (Stand: Mai 2021) noch immer beim selben Verein aktiv.